# Riddick: Krieger der Finsternis
Riddick: Krieger der Finsternis (Originaltitel: The Chronicles of Riddick: Dark Fury) ist ein animierter Science-Fiction-Kurzfilm aus dem Jahr 2004 von Regisseur Peter Chung, der direkt für den Video- und DVD-Markt produziert wurde. Er bildet die erzählerische Brücke zwischen den Kinofilmen Pitch Black – Planet der Finsternis und Riddick: Chroniken eines Kriegers.

## Handlung
Nach den Ereignissen von Pitch Black haben Riddick und seine beiden Mitüberlebenden Imam und Jack den feindseligen Planeten verlassen, auf dem ihr Raumschiff abgestürzt und die meisten ihrer Gefährten getötet worden waren. Im Weltraum wird ihr kleiner Gleiter von einem Söldner-Raumschiff abgefangen. Dahinter steckt Antonia Chillingsworth, die darin zahlreiche Söldner versammelt hat und diese in Zellen in Kryostasis hält, wo sie auf ihren Einsatz warten.
Riddick versucht seine Identität geheim zu halten, wird jedoch aufgrund der Stimmerkennung erkannt. Als Chillingsworth ihre Leute in den Gleiter schickt, kann Riddick sie abwehren und tötet die meisten Angreifer. Jack will ihm zu Hilfe kommen, wird jedoch von Söldnerführer Junner überwältigt, woraufhin Riddick seinen Widerstand aufgibt.
Kurz darauf lernen die drei Chillingsworth kennen, die bereits viel über Riddick gehört hat und von ihm fasziniert ist. Chillingsworth führt Riddick ihr Konservatorium vor, in dem sie Dutzende lebende, aber in extrem verlangsamter Körperfunktion dahindämmernde, Menschen wie Statuen ausstellt. Alle wurden einmal wegen zahlloser Tötungsdelikte gesucht und sind für sie nun bewundernswerte Sammelobjekte. Von diesen gequälten Gestalten will sie alles über das Wesen des Tötens erfahren.
Junner implantiert Riddick eine Sprengkapsel in den Hals, deren Auslöser Chillingsworth besitzt, um ihn unter Kontrolle zu haben. Riddick muss zu Antonias Vergnügen in einer Art Gladiator-Kampf antreten, um seine Freunde zu retten. Seine Gegner sind zwei fremdartige Geschöpfe mit Tentakeln namens Shrill, die er in einer dunklen Umgebung bekämpfen muss. Seine überlegene Nachtsicht und Kampfkunst helfen ihm, eines von ihnen zu besiegen. Als das zweite Wesen ihn packt, kommt Jack ihm zu Hilfe und rettet ihn. Nach dem Kampf gratuliert Antonia ihm, aber er nutzt einen unaufmerksamen Augenblick, um sich den Hals aufzuritzen und seine Sprengkapsel zu entfernen. Er wirft sie fort und bei der Explosion entsteht eine Öffnung, durch die die drei Gefangenen aus der Kampf-Arena fliehen können.
Nun lässt Chillingsworth alle Söldner aus ihrem Kälteschlaf wecken, um Riddick zu jagen, darunter auch der gefürchtete Toombs. Außerdem hetzt man ein Cyborg-Monster auf sie, dem sie Riddicks Blut zu schmecken gegeben haben. Um sie zu schützen, schickt er Jack und Imam allein zum Hangardeck. Das Ungetüm wird jedoch durch eine Gruppe Söldner abgelenkt und kann von Riddick durch eine überraschende Attacke getötet werden.
Nach einem Gefecht mit Junner tötet Riddick ihn, wie er es ihm bereits vorhergesagt hatte, mit einem Messerstich ins Auge. Riddick will mit seinen Gefährten fliehen, wird aber von Chillingsworth gestellt, die ihn mit einer antiken Waffe töten will. Jack erschießt sie jedoch vorher mit Junners Gewehr. Danach fliehen sie in einem kleinen Raumschiff und Riddick beschließt, seine Freunde in der Stadt New Mecca auf dem Planeten Helion Prime abzusetzen. Toombs, der als einziger das Gemetzel auf dem Jägerschiff überlebt hatte, sieht dem Schiff nach und schwört, Riddick weiter zu jagen.

## Synchronisation
Die Synchronisation entstand in Berlin.
| Figur               | Originalsprecher | Deutscher Sprecher  |
| ------------------- | ---------------- | ------------------- |
| Richard B. Riddick  | Vin Diesel       | Martin Keßler       |
| Jackie              | Rhiana Griffith  | Marie-Luise Schramm |
| Abu „Imam“ al-Walid | Keith David      | Tilo Schmitz        |
| Junner              | Roger L. Jackson | Torsten Michaelis   |
| Toombs              | Nick Chinlund    | Manfred Lehmann     |

## Hintergrund
- Krieger der Finsternis steht als animiertes „Zwischenspiel“ eines oder mehrerer Realfilme in einer Reihe mit Animatrix oder Van Helsing: The London Assignment.
- Die überlebenden Figuren aus Pitch Black werden im englischen Original von den Schauspielern gesprochen, die sie auch im Film verkörperten.

### Bedeutung für die Gesamtgeschichte
Krieger der Finsternis beschreibt, wie es nach der Flucht am Ende von Pitch Black zu der Ausgangssituation von Riddick: Chroniken eines Kriegers kommt: im Wesentlichen zeigt er Jacks zunehmenden Hang zur Gewalt auf, durch den Riddick veranlasst wird, sie und Imam auf Helion Prime abzusetzen, damit sie nicht so wird wie er.
Auch wird die Figur des Kopfgeldjägers Toombs eingeführt, der die fünf Jahre nach den Ereignissen auf Antonia Chillingsworts Schiff damit verbringt, Riddick zu jagen.

## Auszeichnungen
Der Film wurde für den Golden Reel Award für den Besten Ton in einer „Direct to Video“-Produktion nominiert.